# Herder met een fluit
Herder met een fluit is een schilderij door de Noord-Nederlandse schilder Jan van Bijlert in het Centraal Museum in Utrecht.

## Voorstelling
Het stelt voor – op een grijze achtergrond – een herder met halflang, bruin haar en een ontblote schouder. In zijn handen houdt een fluit vast. Over een wit hemd draagt hij een grijze bont-gevoerde mantel met goudgalon afgezet. Op zijn hoofd draagt hij een grijze muts met daarop een rode roos.
De voorstelling sluit aan bij het caravaggisme. Deze manier van schilderen was in de jaren 1620 in Utrecht zeer populair onder een groep schilders, die bekend staat als de Utrechtse caravaggisten. De werken die deze groep voortbracht bestaan vaak uit halffiguren in een donkere ruimte met veel aandacht voor lichtval (zie clair-obscur). Vaak hebben deze figuren, net als de Herder met een fluit een ontblote schouder. Eén van de vroegst bekende voorbeelden hiervan is Jongen met mondharp van Dirck van Baburen uit 1621.
|  |  |

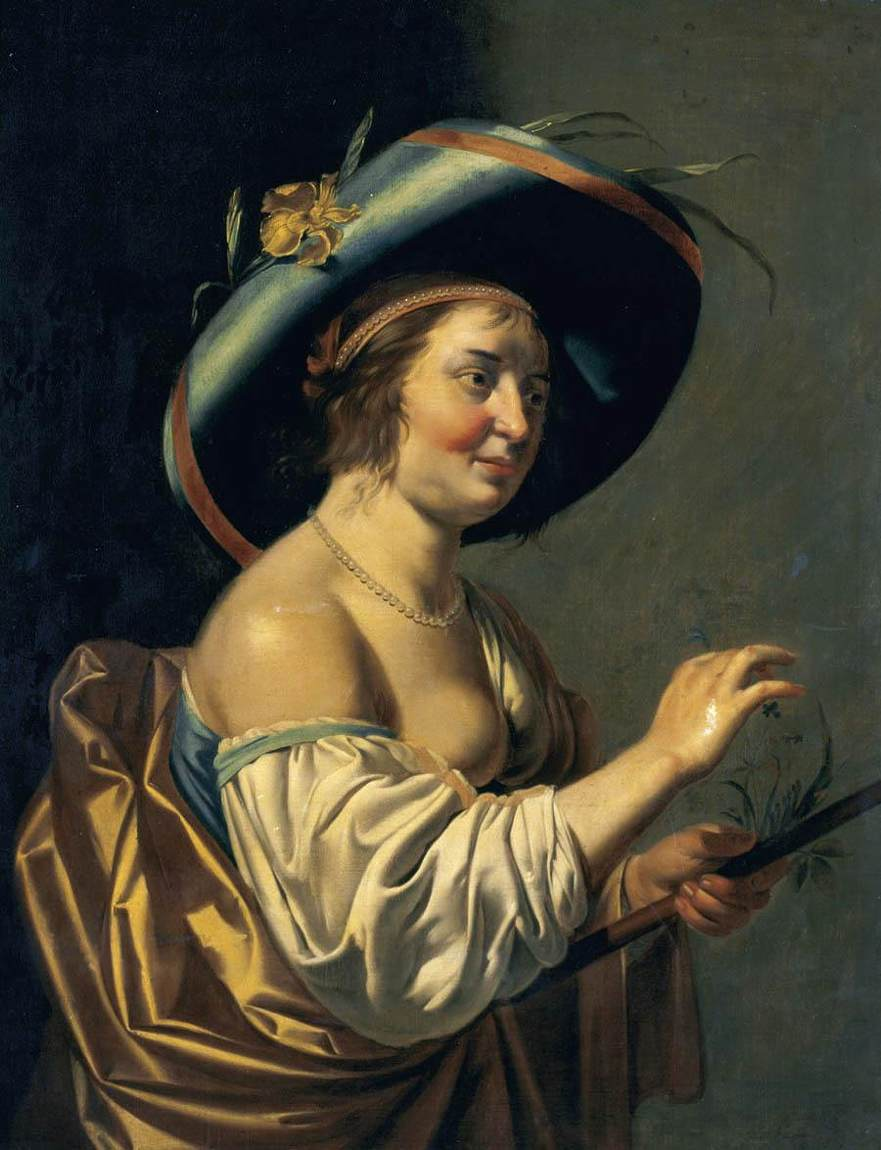
Herderin.

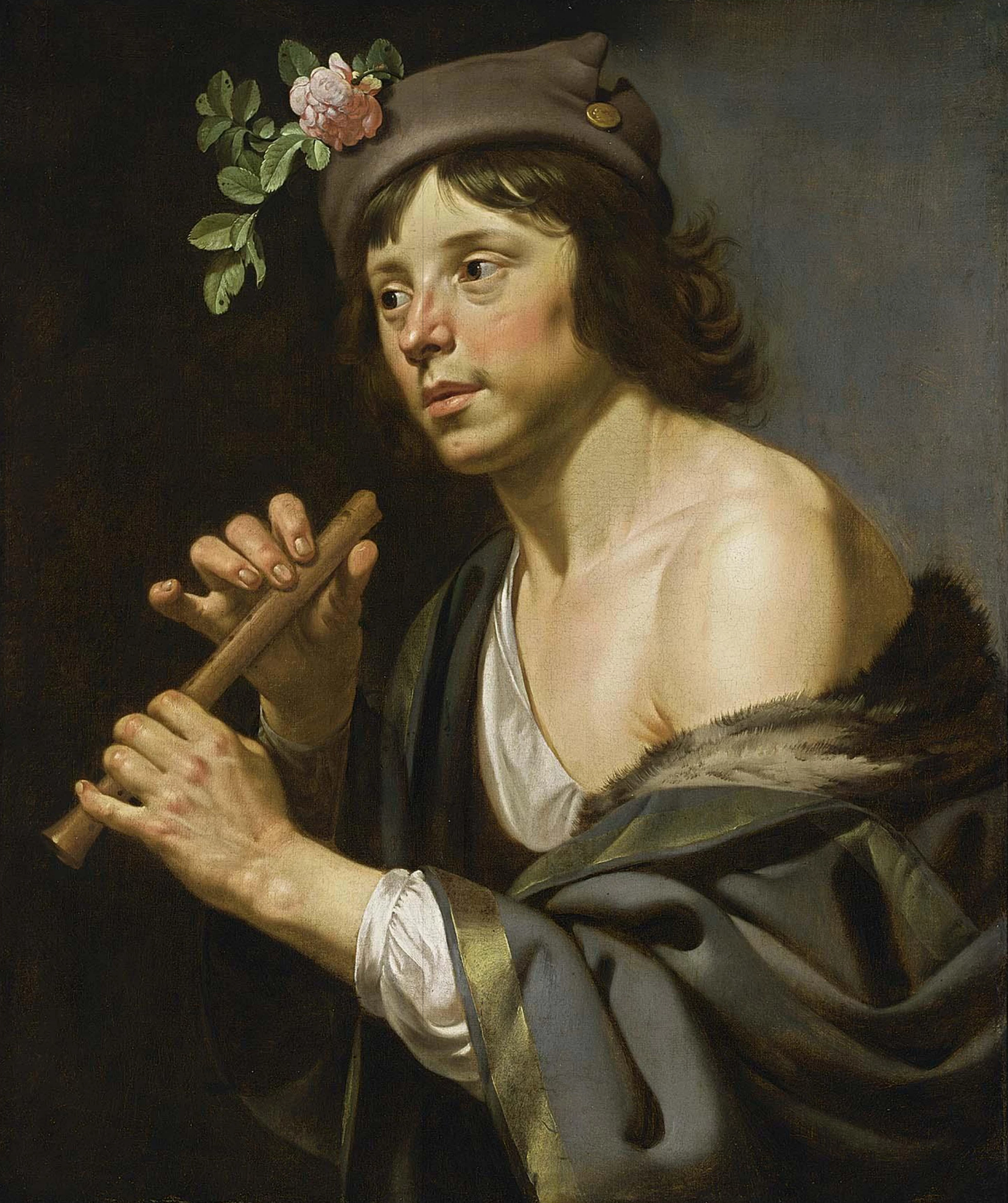
Herder met fluit.

Het schilderij is een verkleinde versie van Herder met fluit, dat zich in een privéverzameling in Wiesbaden bevindt. De pendant van dit exemplaar stelt voor een herderin met grote hoed en staf. Deze pendant is voor het laatst gesignaleerd op 19 april 2016 bij veilinghuis Dorotheum in Wenen. Verder bestaat er van Herder met een fluit nog een tweede verkleinde versie en zijn er twee kopieën bekend.

## Toeschrijving en datering
Het schilderij is niet gesigneerd of gedateerd. Het wordt voor het eerst in 1933 aan Jan van Bijlert toegeschreven. De pendantschilderijen herder met fluit en Herderin werden in het verleden afwisselend aan Hendrick ter Brugghen en Paulus Moreelse toegeschreven. Volgens kunsthistoricus Paul Huys Janssen ontstond deze groep in de tweede helft van de jaren 1620.

## Herkomst
Het werk was tegen het jaar 1931 in het bezit van papierfabrikant Pieter Smidt van Gelder. Deze schonk het in 1937 aan het Centraal Museum in Utrecht nadat hij het in 1931 in bruikleen had gegeven aan deze instelling.